# Al-Quds al-Arabi
al-Quds al-Arabi (arabiska: القدس العربی) är en oberoende panarabisk dagstidning publicerad i London sedan 1989. Massmediet ägs av palestinska utflyttade, och leds av Abd al-Bari Atwan, som föddes i ett palestinskt flyktingläger i Gazaremsan år 1950. Dess motto är  يومية سياسية مستقلة ("daglig, politisk, oberoende"). Dess upplaga uppskattas till någonstans mellan 45 000 och 55 000.